# 2005 PH23
2005 PH23, também escrito como 2005 PH23, é um objeto transnetuniano que está localizado no Cinturão de Kuiper, uma região do Sistema Solar. Este corpo celeste é classificado como um cubewano. Ele possui uma magnitude absoluta de 9,1 e tem um diâmetro estimado com 67 km.

## Descoberta
2005 PH23 foi descoberto no dia 2 de agosto de 2005.

## Órbita
A órbita de 2005 PH23 tem uma excentricidade de 0,057 e possui um semieixo maior de 44,070 UA. O seu periélio leva o mesmo a uma distância de 41,553 UA em relação ao Sol e seu afélio a 46,588 UA.